# Rochers aux Oiseaux
Rochers aux Oiseaux (Fågelklipporna) är ett antal klippor i Kanada.   Den ligger i Saint Lawrenceviken, nordöst om ögruppen Îles de la Madeleine i provinsen Québec, i den östra delen av landet, 1 100 km öster om huvudstaden Ottawa.